# Барды Израиля
Барды Израиля — русскоязычные барды (поэты, композиторы, исполнители, работающие в жанре авторской песни), жившие или живущие в Израиле.

## До 1970 года
С начала тридцатых годов XX века в Эрец-Исраэль прибыло немало евреев, получивших российское светское образование. Ивритские песни того времени находились под прямым влиянием предшественников авторской песни — русских романсов и песен ранней советской эстрады. Песни Леонида Утёсова и Никиты Богословского, а также другие — к примеру, «Капитан» из к/ф «Дети капитана Гранта» — были популярны среди русскоязычной еврейской интеллигенции Палестины не меньше, чем в России. Лучшие поэты Израиля переводили на иврит тексты этих песен (в частности, Авраам Шлёнский).
Популярнейшие песенные композиторы Израиля в силу своего российского происхождения и культурного фона находились под сильнейшим влиянием русских песен: Саша Аргов (до репатриации — Александр Абрамо́вич), Мордеха́й Зеи́ра (до репатриации — Дмитрий Гре́бень), Моше́ Виле́нский и другие.
Тем не менее, возникновение собственно жанра авторской песни после Второй мировой войны оказалось вне поля зрения израильтян, поскольку в эти годы из СССР практически не уезжали евреи, а обмен информацией был практически невозможен.

## 1970—1990
Массовая репатриация начала 1970-х годов привела многих любителей авторской песни в Израиль. Знаковым событием стали гастроли Александра Галича в городах Израиля в 1976 году. Израильскими фирмами были выпущены грампластинки и магнитофонные кассеты с песнями русских бардов, имевшие большой успех у новых русскоязычных израильтян.
В том же 1976 году появилась уникальная пластинка — ало́х алха́ а-хевра́я 76: песни русских бардов в переводах на иврит в исполнении лучших певцов — уроженцев Израиля. Автором переводов был Яако́в Шаре́т, сын бывшего главы правительства Израиля Моше Шарета, сам уроженец Израиля; музыкальная обработка принадлежала новому репатрианту Михаилу Блехаровичу.
В этот период, наряду с целым рядом русскоязычных поэтов и писателей, в Израиле появились и русскоязычные барды: наиболее известными среди них являются Григорий Люксембург (живёт в Иерусалиме и продолжает выступать) и Александр Алон, погибший в 1985 году во время зарубежного концерта. Книги и кассеты этих авторов (у А. Алона — в основном посмертно) приобрели относительную известность в русскоязычном Израиле.

## С 1990 года
В девяностом году в Израиль хлынули любители жанра авторской песни. В первые гастроли Александра Городницкого бардов было ещё немного — нашёлся Михаил Волков, который аккомпанировал ему; Александр Медведенко, ещё не успевший взять псевдоним «Дов» и ещё человек пять, если кто и был в то время в Израиле ещё, владеющий бардовской гитарой, то о нём ничего не было слышно.
В 1990-м году Полина Капшеева, журналист газеты «Новости недели» (сегодня — известный радиожурналист радио «Рэка» Лиора Ган), организовала первую в стране встречу-интервью израильских бардов. Встреча прошла в «Книжной лавке» Шемы Принц, присутствовали — Евгений Клячкин, Александр Медведенко, Марина Меламед и Михаил Волков, кроме них — эстрадный певец Максим Леонидов и оперный бас Владимир Панкратов. То есть все те, кого из «владеющих жанром» на тот день сумели найти во всём государстве Израиль…
Со временем в Израиле оказалось немало бардов: Яков Коган, Эмилия Розенштейн, Иосиф и Наталья Долгие, Дмитрий Кимельфельд, Михаил Басин, Юрий Бендитович, Геля Коваленко, Сергей Каплан, Леонид Гельфанд, Ирина Винер, Юрий Киселёв, известный в мире авторской песни поэт Михаил Си́пер и другие. Форум образовался довольно представительный.
Барды постепенно стали вживаться в местную культуру, сочинять уже чуть иные песни, рождённые в другом воздухе.
Появились авторы и исполнители, прежде не поднимавшиеся на сцену, а те, кто сочинял и раньше, стали писать иначе, впитывая окружающие интонации и постепенно привыкая к другой жизни. Тема «человек меняет кожу» особенно характерна для израильских бардов, она часто отсвечивает тем резким и необычным переходом, через который пришлось пройти всем без исключения, живущим в Израиле.
Новые авторы — это, в первую очередь, Михаил Фельдман (Бэер-Шева) и Владимир Самойлович (Кфар Саба), интересные поэты и своеобразные исполнители.
Владимир Самойлович отличается продвинутой гитарой с джазовыми интонациями, и как бард он состоялся именно в Израиле, хотя песни писал и прежде, в Киеве.
Живущий в Хайфе Эли Бар-Яалом («Хатуль») сочиняет на двух языках — русском и иврите. Будучи привезён в Израиль в возрасте шести лет, он по-своему интерпретирует интонации израильской песни, французского шансона и российской поэзии, включая авторскую песню. Бар-Яалом был ведущим концертов проекта «Коль од аАрец тануа» (авторская песня в переводах на иврит), созданного Марком Пависом, и израильского двуязычного песенного фестиваля «Песнь о земле».
Новые авторы — Юрий Липманович, Марк Эпельзафт, Григорий Йофис, Натан Перчиков и другие составили творческое объединение — Иерусалимский клуб политической песни («Зимрат аАрец»).
Появилась также оригинальный и тонкий автор Светлана Менделева, а вскоре трио Менделевы-Гуткин в составе — Светлана и Александр Менделевы, Вит Гуткин, стало известно далеко за пределами Израиля. «Открывателем» Светланы Менделевой был Юлий Ким, который, прослушав кассету с записями песен и удостоверившись в несомненном таланте автора, помог Светлане войти в бардовский круг.
Юлий Ким (живущий в Иерусалиме и Москве) стал гражданином Израиля не только по документам, но и по мировосприятию, отныне его родина, по его словам, простирается от Белого моря до Красного.
Юлий Ким, с гитарой в руках, стал постоянным ведущим презентаций «Иерусалимского журнала»; редактировал диск «Иерусалимский альбом» и написал много песен на тематику, которую можно охарактеризовать как «Дорога к Храму».
Эта же тематика присутствует у иерусалимской ветви авторской песни — у Дмитрия Кимельфельда, Марины Меламед, Игоря Бяльского, и у примкнувшего к ним Владимира Самойловича.
В 2002-м году был выпущен диск «Иерусалимский альбом» — первый диск из серии «авторская песня в Израиле», затем появился музыкальный альбом «Наши в Израиле», выпущенный в Москве.
Ансамбль «Мерхавим» (ивр. «просторы») под руководством Бориса Бляхмана — новое направление в жанре, театр песни, обладатели множества дисков и лауреатских премий, включая иерусалимские фестивали. Ансамбль «Мерхавим» и ансамбль Менделевы-Гуткин стали призёрами московского фестиваля в Коломенском (2004).
В Иерусалиме — пишет и на свои стихи, и на стихи Михаила Генделева Олег Шмаков, Хайфе известна Ярослава Санина, в Тель-Авиве — Тедди Горен, в Ашдоде — Борис Шахнович, в центре серьёзно работает ансамбль «Март» под руководством Виктора Мишурова, и это далеко не полный перечень имён — по утверждению именитых московских гостей, израильские фестивали стали престижным мероприятием очень высокого уровня.
С 2009 года на севере Израиля, в городе Афула появился и с неизменным успехом с тех пор выступает дуэт СУДоКу в составе поэтессы, композитора и автора-исполнительницы Фаины Судкович и музыканта-аранжировщицы Екатерины Удаль. Поэтесса Фаина Судкович - лауреат и член жюри целого ряда международных конкурсов, а дуэт СУДоКу дважды - в 2013 и 2014 гг. был призером международного Грушинского интернет-конкурса.
Примерно с 2002-го года выступает Зеэв Гейзель. Начав с переводов Окуджавы, он начал собственный проект — адекватного поэтического перевода на иврит панорамы бардовской песни. В результате им переведено около 150 песен (от Высоцкого до Шербакова), представляющих, по его мнению, классику бардовского жанра. Гейзель исполняет эти переводы (как для русскоязычных, так и для коренных израильтян) вместе с Сашей Крупицким, Юрой Базавлуком и Костей Эйделькиндом в программе «Ширгумим» (игра слов на иврите: «шир» — песня и «тиргум» — перевод).
Другие заметные переводчики бардовской песни на иврит — Геннадий Гонтарь, Тамар Шуни, Арье Ольман.
О фестивалях-клубах стоит упомянуть особо.
В 1990 году в Хайфе появился первый в Израиле КСП под руководством Марины Меламед; в 1993-м она же организовала иерусалимский КСП «Шляпа», существующий по сей день. В первом КСП в Хайфе присутствовали Ольга и Сергей Селицкие, впоследствии — организаторы слёта «Аквогуд»; проходили концерты в Хайфе и окрестностях, включая Тверию.
Возродил и организовал на новом уровне КСП в Хайфе Евгений Гангаев, приехавший из Москвы, и это повлияло на процесс развития авторской песни во всём Израиле.
Поначалу народ собирался дома у Евгения Гангаева по четвергам, затем переехал поблизости в подвал на Адаре, и до сих пор квартира Евгения Гангаева является домашним концертным залом, а в последние годы — и домашним театром.
Евгений Гангаев — инициатор, вдохновитель и организатор слётов «Дуговка», которые проходили 13 раз и собирали до 10 тыс. человек.
Сегодня Евгений Гангаев занимается несколько другим направлением в жанре и организует слёт «Песнь о земле», там звучат песни об Израиле, в том числе и на иврите, участвует религиозная сионистская молодёжь.
Постепенно появились клубы «Крыша» (Тель-Авив), «Чалма» (Назарет), клуб «БардЮга» в Беер-Шеве (несколько лет подряд тогдашний президент клуба Слава (Шмуэль) Принц был организатором фестиваля бардовской песни в парке Эшколь), Реховотский КСП, руководимый Марком Пависом (в Реховоте проходят постоянные фестивали авторской песни) и другие.
Первый городской фестиваль авторской песни в Израиле (1994) прошёл в Иерусалиме под председательством Евгения Клячкина, в «русском культурном центре», лауреатами стали Олег Шмаков и Марина Меламед, особо отмеченные жюри (в составе жюри были Юрий Кукин, Игорь Бяльский, Михаил Генделев), а также Михаил Си́пер, Леонид Ваксман, Юрий Базавлук и другие.
В 2005-м году Михаил Сипер увлёк за собой в Лондон делегацию израильских бардов и поэтов для участия в турнире «Пушкин в Британии», практически все участники делегации привезли домой звания и призы.
Позднее, в 2012 году, когда на конкурс "Пушкин в Британии" стали приглашать лауреатов "национальных" поэтических конкурсов, там выступила израильская поэтесса Фаина Судкович (как обладатель гран-при VI международного конкурса русской поэзии им. В.Добина) и завоевала почетное 3-е место в Супертурнире «Поверх барьеров».
в 2002-м году вышла в свет Антология израильской авторской песни «А шарик летит…».
Много лет работает сайт израильских КСП «Исрабард», сайт КСП «Чалма», недавно появился и быстро стал популярен во многих странах, а не только в Израиле — сайт объединения израильских бардов и поэтов «Ристалище»: ristatel.com.
Израильские фестивали авторской песни с 2003-го года проходят в Ган Ха-Шлоша (Сахновка), организуют их Михаил Лившиц (известный скрипичный мастер) и Лина Цвик.
Слёт «Иерусалимский бенефис» проводит Дмитрий Кимельфельд в парке Бен Шемен, регулярно проходят небольшие слёты «Карамелька» (Хайфа), «Дюночка» (Ашдод).
Поскольку фестивали традиционно проходят по субботам, некоторые израильские барды (соблюдающие религиозную традицию) не участвуют в них. Упомянутый выше фестиваль «Песня о Земле» (состоялся дважды) был попыткой «альтернативного» решения.
Специфика развития жанра в Израиле состоит и в том, что при небольших расстояниях видно и слышно, кто что пишет, и примерно один и тот же круг собирается на разных фестивалях. Однако часто приезжающие гости из других стран знакомят публику с песенными направлениями метрополии; израильские барды гастролируют по миру, участвуют во всемирном слёте «Бард-Тур» и других фестивалях России, Америки, Германии.
В 2007 году в Иерусалиме появилась первая и единственная в Израиле детская бардовская команда «Киндер-сюрприз», под руководством Марины Меламед.
Специфика этой группы состоит в том, что в её составе — дети, говорящие на двух языках, рождённые в Израиле и, тем не менее, увлекающиеся бардовской песней — Городницким, Кимом, Окуджавой и др. В июне 2008-го года в Иерусалиме состоялся первый детский бардовский фестиваль «Песочница», с тех пор проводится регулярно, дважды в год.
Так что жанр чудесным образом продолжается и в Святой земле.
Значительным явлением в авторской песне Израиля является Даниэль Клугер — писатель, историк, журналист и бард, живущий в Реховоте.